# Rheinparkstadion
Het Rheinparkstadion staat in Vaduz en is het enige voetbalstadion in Liechtenstein waar internationale wedstrijden gespeeld kunnen worden. Het wordt bespeeld door het plaatselijke FC Vaduz, de grootste club van het land, en door het nationale voetbalelftal van Liechtenstein.
Het stadion is medegefinancierd door het vorstendom en de eigenaar is de gemeente Vaduz. Het ligt net even buiten de stad, pal aan de rivier de Rijn (waar ook de naam vandaan komt), die de grens met Zwitserland vormt.
Het stadion heeft een capaciteit van 6127 zitplaatsen. De hoofdtribune kan 2606 toeschouwers herbergen, en de tribune daar tegenover (de west-tribune) heeft 942 zitplaatsen. Aan beide korte kanten kunnen 1232(noord) en 1241(zuid) mensen plaatsnemen. Na ruim een jaar bouwwerkzaamheden, werd het vernieuwde Rheinpark Stadion met een capaciteit van 3654 plaatsen op 31 juli 1998 geopend met een wedstrijd tussen de Liechtensteinse bekerwinnaar en bespeler FC Vaduz, en de Duitse kampioen 1. FC Kaiserslautern. Het werd 0-8. In 2006 werden aan de doelzijdes van het veld 2 nieuwe overdekte zittribunes gemaakt, wat de capaciteit met 2473 deed toenemen.
De bouw van het nieuwe stadion werd noodzakelijk, omdat de wereldvoetbalbond (FIFA) en de Europese voetbalbond (UEFA) dreigden met het verbieden van Europacup- en interlandwedstrijden omdat men vond dat het oude stadion niet aan de normen van een modern stadion voldeed. Vaduz gaf gehoor aan het 'verzoek' mede doordat de bespelers (FC Vaduz en het nationale elftal) er baat bij hadden. FC Vaduz speelt namelijk vaak Europees voetbal dankzij het winnen van de beker en het Liechtensteins voetbalelftal speelt er zoals hierboven vermeld is zijn thuiswedstrijden in de EK- en WK-kwalificatiewedstrijden.
Er werd ook gebruikgemaakt van dit stadion tijdens het Europees kampioenschap voetbal onder 19 van 2003. Er werden toen twee groepswedstrijden gespeeld, de halve finales en de finale tussen Italië en Portugal (2–0).